# Парламентские выборы в Испании (1822)
Всеобщие выборы 1822 года в Испании были проведены после начала революции 1820 года.

## Предыстория
В мае 1814 года король Фернандо VII, опираясь на старших офицеров, верхушку чиновничества, большую часть церковной иерархии и депутатов-абсолютистов Кадисских кортесов, приостановил действие конституции, распустил Кортесы, вернул себе право издавать законы и начал репрессии против либералов, многие из которых были заключены в тюрьму или уехали в изгнание. Ему удалось задавить революционное движение в Испании, начавшееся как движение против французской оккупации, но со временем переросшее в движение за превращение страны в конституционную монархию. Победа сторонников абсолютизма оказалась временной.
Социально-экономический кризис, недовольство сохранением феодальных отношений, опыт либеральной Кадисской конституции 1812 года и война за независимость испанских колоний в Америке вскоре создали в Испании предпосылки к революции.
1 января 1820 года Астурийский батальон во главе с подполковником Рафаэлем Риего-и-Нуньесом, недавно сформированный по приказу короля и только что прибывший в Кадис для отправки в Южную Америку для подавления местного движения за независимость, взбунтовался, потребовав возвращения к конституции 1812 года. Население Андалусии, в большинстве своём, не стало поддерживать революционеров, зато вскоре началось восстание в Галисии, быстро распространившись по всей Испании. 7 марта 1820 года восставшие вошли в Мадриде. Генерала Франсиско Бальестерос, спешно отозванный из отставки для защиты королевского дворца, убедил короля согласиться восстановить действие конституции 1812 года, что и было сделано 10 марта. Король назначил генерала Бальестероса вице-президентом временного правительства. Первыми шагами нового кабинета стали решение раскрыть государственные тюрьмы и темницы инквизиции и возвращению Мадриду системы городского управления, данную ему кортесами 1812 года.

## «Либеральное трёхлетие»
В марте-апреле 1820 года было образовано конституционное правительство, в состав которого вошли деятели Испанской революции 1808—1814 годов (Агустин Аргуэльес, Перес де Кастро, Xoce Канга Аргуэльес), представлявшие Умеренную партию («модерадос»). Они занимали компромиссную позицию, выступая за реформы, но в то же время полагая Кадисскую конституцию чересчур радикально. «Модерадос», пытаясь не допустить социальных конфликтов, считали необходимым отмену феодальных отношений и в то же время хотели сохранить земельную собственность дворянства. Реформы, проведённые умеренными, преимущественно свелись к ликвидации всё ещё сохранявшихся в правовой и административной системах феодальных пережитков, а также, не трогая дворянское землевладение, попытались облегчить финансовое бремя государства за счёт церковных владений.
Главными оппонентами «модерадос» были левые либералы («эксальтадос», от исп. exaltados — восторженные), чьи лидеры, Рафаэль Риего, Хуан Ромеро Альпуэнте, Хосе Морено Герра, Антонио Алькала Гальяно, требовали отмены сеньориальной собственности на землю и церковной десятины, уменьшения прямого налога на землю. Им удалось добиться принятия кортесами решения о передаче крестьянам большей части сеньориальной земли, но король наложил на этот закон вето.
Выборы в Кортесы, состоявшиеся в апреле-мае 1820 года, выиграли умеренные.
Осенью и зимой 1821 года революционные выступления приняли огромный размах, особенно на юге страны. Была даже предпринята попытка восстания с целью свергнуть монархию и установить в Испании республику, подавленная правительством.

## Избирательная система
Право голоса получили все лица мужского пола старше 21 лет, имели постоянное местожительство, в том числе представители белого духовенства, то есть священников, обслуживающих епархиальные храмы. Всего право голоса имели 3 215 460 человек при общей численности населения Испании в 11 661 865 жителей.
Депутатами могли быть избраны мужчины старше 25 лет, постоянно проживающие в своём округе они имели при условии наличия определённого дохода.
203 депутата выбирались по мажоритарной системе в 33 многомандатных избирательных округах.

## Выборы
Фактически на выборах шла борьба между двумя течениями либеральной партии: умеренными «модерадос» и радикальными «эксальтадос». Последние смогли одержать победу в том числе и благодаря запрету баллотироваться тем кто уже был депутатами. Этот запрет сильнее ударил по «модерадос», многие из которых были являлись членами Кортесов ещё дореволюционного периода или были избраны в парламент в 1820 году.
Голосование растянулось почти на 2 месяца. Сначала, в начало октября, проголосовали приходские советы, в начале ноября — районные и в начале декабря дошла очередь до провинциальных собраний. Первое заседание новоизбранных кортесов состоялось 15 февраля 1822 года.
Председателем Кортесов 1 марта был избран «эксальтадос» Рафаэль Риего-и-Нуньес.

## После выборов
Несмотря на поражение на выборах в Кортесы, «модерадос» смогли сохранить контроль над правительством, благодаря королю, который поручил сформировать новый кабинет лидеру умеренных Мартинесу де ла Роса. Тем временем, положение в Испании ещё более обострилось. Влияние «модерадос», на авансцену вышло новое ультрарадикальное революционного течение «комунерос» во главе с бывшими «эксальтадос» Ромеро Альпуэнте и Морено Герра, требовавшими немедленных и радикальных реформ. Им противостояли правые «эксальтадос», лидер которых Алькала Гальяно призывал к сдержанности. 7 июля 1822 года умеренные, желая не допустить к власти радикалов, попытались организовать государственный переворот с целью сменить конституционный строй. Но, не получив поддержки армии, министрам-«модерадос», замешанным в заговоре, пришлось уйти в отставку.
В августе 1822 года королю пришлось поставить во главе правительства одного из лидеров правых «эксальтадос» Эваристо Сан-Мигеля-и-Вальедо. Новый кабинет уже осенью столкнулся с резкой критикой со стороны «комунерос», недовольных нерешительностью властей.
Тем временем, Священный союз решил подавить испанскую революцию силой. 7 апреля 1823 года французская армия перешла испанскую границу. 30 сентября 1823 года конституционное правительство, к тому времени уже переехавшее в Кадис, капитулировало. 1 октября 1823 года Фернандо VII восстановил режим абсолютной монархии, отменив конституцию и распустив Кортесы.